# Сардар-е-Джанґаль (бахш)
Сардар-е-Джанґаль (перс. سردارجنگل) — бахш в Ірані, в шагрестані Фуман остану Ґілян. За даними перепису 2006 року, його населення становило 15339 осіб, які проживали у складі 4065 сімей.

## Дегестани
До складу бахша входять такі дегестани:
- Аліян
- Сардар-е-Джанґаль